# ريتشارد ليمو
ريتشارد ليمو (بالإنجليزية: Richard Limo) مواليد 18 نوفمبر 1980، هو عداء كيني. مثل بلاده في الأولمبياد. فاز بالميدالية الذهبية في بطولة العالم لألعاب القوى.

## سجل المنافسة
| العام | المسابقة                               | المكان                       | المركز | ملاحظة |
| ----- | -------------------------------------- | ---------------------------- | ------ | ------ |
| 1998  | بطولة العالم للعدو الريفي 1998         | مراكش، المغرب                | 2      |        |
| 1998  | دورة ألعاب الكومنولث 1998              | كوالالمبور، ماليزيا          | 3      |        |
| 1998  | بطولة أفريقيا لألعاب القوى 1998        | داكار، السنغال               | 2      | 3000 م |
| 1999  | بطولة العالم للعدو الريفي 1999         | بلفاست، أيرلندا الشمالية     | 2      |        |
| 1999  | ألعاب عموم أفريقيا 1999                | جوهانسبرغ، جنوب أفريقيا      | 6      |        |
| 2000  | الألعاب الأولمبية الصيفية 2000         | سيدني، أستراليا              | 10     |        |
| 2001  | بطولة العالم للعدو الريفي 2001         | أوستند، بلجيكا               | 32     |        |
| 2001  | بطولة العالم لألعاب القوى 2001         | إدمونتون، كندا               | 1      |        |
| 2001  | نهائي الجائزة الكبرى لألعاب القوى 2001 | ملبورن، أستراليا             | 5      | 5000 م |
| 2002  | بطولة العالم للعدو الريفي 2002         | دبلن، جمهورية أيرلندا        | 4      |        |
| 2002  | نهائي الجائزة الكبرى لألعاب القوى 2002 | باريس، فرنسا                 | 7      | 5000 م |
| 2003  | بطولة العالم للعدو الريفي 2003         | لوزان، سويسرا                | 4      |        |
| 2003  | نهائي ألعاب القوى العالمي 2003         | موناكو                       | 2      | 5000 م |
| 2004  | بطولة العالم للعدو الريفي 2004         | إقليم بروكسل العاصمة، بلجيكا | 32     |        |

## روابط خارجية
- ريتشارد ليمو على موقع الاتحاد الدولي لألعاب القوى (الإنجليزية)
- ريتشارد ليمو على موقع أوليمبيديا (الإنجليزية)
- ريتشارد ليمو على موقع اتحاد ألعاب الكومنولث (مؤرشف) (الإنجليزية)